# Gaetano Piccinini
Gaetano Piccinini, né le 6 février 1904 à Avezzano et mort le 29 mai 1972 à Rome, est un prêtre italien, reconnu comme l'un des Juste parmi les nations.

## Biographie
Gaetano Piccinini nait à Avezzano, dans les Abruzzes, en 1904. Orphelin à l'âge de onze ans à la suite du désastreux tremblement de terre de Marsica en 1915, il est recueilli par Don Orione. Il se met peu après en probation à Tortone, puis il passe son noviciat à la Villa Moffa, dans le hameau de Bandito à Bra. Il devient prêtre en juin 1927 et obtient un diplôme en littérature. Il est nommé régent, chef d'établissement et directeur de divers instituts d'Orione tels que l'institut Dante Alighieri de Tortone, le collège de San Giorgio à Novi Ligure et l'école pontificale San Filippo Neri all'Appio à Rome. Il exerce son activité religieuse dans la congrégation d'Orione au Piémont et au Latium[3]. Il encourage plusieurs ouvertures d'instituts et de foyers religieux non seulement en Italie mais aussi à Londres et aux États-Unis. Pendant son séjour en Amérique, il a l'occasion de rencontrer John Fitzgerald Kennedy, qui est frappé par la figure de Don Gaetano et souhaite participer à l'inauguration de l'institut Don Orione à Avezzano le 21 juin 1948.
Pendant la Seconde Guerre mondiale, il œuvre activement à la protection de la population juive, parvenant à cacher et à protéger de nombreuses personnes. Parmi les personnalités connues qui ont été secourues et sauvées des lois raciales fascistes figurent le sculpteur Arrigo Minerbi, le mathématicien et physicien Ettore Carniccio et la famille Ottolenghi. Il sauve Bruno Camerini et sa famille de la rafle nazie du ghetto de Rome,,.
Après la guerre, il s'efforce d'accueillir et d'aider les orphelins et les mutilés. Il se rend en Vénétie après l'inondation de Polésine en novembre 1951, dans l'Irpinia après le tremblement de terre de 1962, à Vajont après la catastrophe de 1963 et dans la vallée du Belice après le tremblement de terre de 1968.
Il meurt dans la capitale en 1972, son tombeau est situé dans la crypte de l'église de Nostra Signora del Suffragio, à l'Institut Don Orione d'Avezzano.
En 1994, il reçoit le certificat de mérite de la communauté juive de Rome et de l'ordre B'nai B'rith. Bruno Camerini est le candidat officiel à l'honneur de Juste parmi les nations accordé en 2009 par l'Institut Yad Vashem de Jérusalem, la cérémonie de remise a lieu le 23 juin 2011 au Centre Don Orione de Monte Mario à Rome. Il est le 61e prêtre sur la liste des Justes italiens.